# ريكس هاري
ريكس هاري (بالإنجليزية: Rex Harry)‏ (19 أكتوبر 1936 بملبورن في أستراليا - ) هو لاعب كريكت أسترالي. لعب مع فريق فكتوريا للكريكت.

## وصلات خارجية
- ريكس هاري على موقع إي آس بي آن كريك إنفو (الإنجليزية)